# Maurice Pressouyre
Pour l’historien français, voir Léon Pressouyre.
Maurice Pressouyre, né le 17 décembre 1912 à Comiac et mort le 4 juillet 1986 à Cépet, est un résistant et homme politique français.

## Biographie
Fils d'un agriculteur radical et d'une institutrice syndiquée au SNI, Maurice Pressouyre s'engage dans la vie militante dès l'âge de vingt ans en adhérant à la SFIO. Il milite d'abord dans le Lot, puis, muté à Paris après son entrée dans l'administration des PTT, en 1937, dans la capitale.
C'est là qu'il rencontre la Gauche révolutionnaire, tendance créée par Marceau Pivert, à laquelle il se rallie.
Exclu des jeunesses socialistes, mais pas du parti, en 1938, il reste en contact avec les socialistes pendant la deuxième guerre mondiale.
Résistant de la première heure, notamment au sein du réseau Ceux de la résistance, il est capitaine des forces françaises libres à la Libération.
Maire adjoint du XIVe arrondissement de Paris en 1944, puis conseiller d'arrondissement, élu sur la liste de Paul Rivet, en 1945, il se rapproche du groupe qui fait renaître le courant Bataille socialiste au sein de la SFIO.
En 1948, après l'exclusion d'Elie Bloncourt et de la plupart des responsables de la Bataille socialiste, Pressouyre rejoint le Parti socialiste unitaire que ceux-ci fondent. Il entre au bureau national de ce petit parti.
Il subit le déclin rapide du PSU, victime d'un alignement trop systématique sur les positions du parti communiste, et de ses divisions internes notamment sur la question du titisme.
Après le renversement de majorité de 1951, et le départ d'Elie Bloncourt, Pressouyre est élu secrétaire général du parti, qui n'est même plus capable d'éditer un bulletin depuis environ un an.
En 1953, il est candidat sur une liste d'alliance PCF-PSU aux élections municipales à Antony, et est élu conseiller municipal. Il n'effectue cependant qu'un seul mandat.
L'année suivante, il tente de relancer le PSU en changeant notamment son nom pour celui de "Parti socialiste de gauche", mais le déclin se poursuit jusqu'en 1958, où il décide de mettre ce qui n'est plus qu'un groupuscule en sommeil.
Après que sa demande de réintégration à la SFIO a été refusée, il rejoint alors le Parti socialiste autonome, et reste au Parti socialiste unifié jusqu'en 1963. Constatant que ses aspirations à l'unité de toute la gauche ne se retrouvaient finalement pas dans le PSU, il décide de le quitter pour rejoindre le parti communiste en 1964.
L'essentiel de son investissement militant, dans cette période, est cependant concentrée sur la Ligue des droits de l'homme, dont il est un des militants locaux les plus connus et les plus actifs dans la section d'Antony.
Opposé à l'attitude de la direction du PCF à la suite de la « normalisation » soviétique de la Tchécoslovaquie après le Printemps de Prague, il quitte le PCF en 1970, avant d'adhérer au nouveau parti socialiste l'année suivante.
Il va alors jouer un rôle important dans la section socialiste d'Antony, dont il sera à plusieurs reprises le secrétaire. Proche du courant de Jean Poperen dans un premier temps, il rejoint celui de Pierre Mauroy au congrès de Metz (1979).
À partir du début des années 1980, son état de santé ne lui permet plus d'avoir l'investissement militant qu'il souhaiterait.

## Sources
Dictionnaire biographique du mouvement ouvrier, notice de Gilles Candar